# 상용국자표준자체표
상용국자표준자체표(常用國字標準字體表)는 중화민국 교육부가 제정, 반포한 한자표로, 상용한자 4808자를 수록해, 그 표준 자체를 나타낸 표이다. 별칭으로 갑표라고 불린다. 1979년 시범적으로 도입하여, 1982년 9월 1일에 정식으로 사용을 시작하였다.

## 같이 보기
- 차상용국자표준자체표
- 중화민국 교육부
- 정체자
- 간체자
- 약자
- 국자표준자체
- 신자체